# Datar Lebar (Lais)
Datar Lebar is een bestuurslaag in het regentschap Bengkulu Utara van de provincie Bengkulu, Indonesië. Datar Lebar telt 247 inwoners (volkstelling 2010).